# Víctor Rodríguez (zapaśnik)
Víctor Rodríguez (ur. 22 grudnia 1974) – meksykański zapaśnik w stylu wolnym. Olimpijczyk z Atlanty 1996, gdzie zajął osiemnaste (ostatnie) miejsce w kategorii 52 kg. 